# Kerbal Space Program
A Kerbal Space Program (gyakori rövidítéssel csak KSP) egy űrrepülés-szimulátor játék, amelyet Windows, Linux és Mac OS X operációs rendszerekre fejlesztenek. Az első publikus alfa verziót 2011. június 20-án adták ki, azóta folyamatosan követik új verziók. A KSP támogatja a modok használatát, amelyeket egy hivatalos, Kerbal Spaceport weboldalon gyűjtenek. A KSP közvetlenül a gyártótól, valamint 2013. március 20. óta a Steamről vásárolható.

## Játék
A játék a kerbalok, egy alacsony, zöld, humanoid földönkívüli faj által működtetett űrprogram irányítását adja a játékos kezébe. Az űrprogramhoz tartozik a Kerbal Space Center (KSC) űrkikötő a Kerbin bolygón ami a játék kezdőpontja és a Kerbalok otthona. A játék rakéták, repülők és egyéb űreszközök előre gyártott elemekből történő összeállításából, a rakéták és a repülők indításából, pályaszerkesztésből, űrsétákból és hasonló tevékenységekből áll.
A játékos választhat űrhajóst is, akiknek mindig Kerman a családneve.
A játékon belül 3 fő mód közül választhatunk:
- 1: Career mode: Egy teljesen valósághű űrprogramot kell a legelejétől felépíteni. Szponzorokat kell választani, küldetéseket teljesíteni, valamint megteremteni a kellő tőkét az éppen indítandó Felderítéshez.
- 2: Science mode: Ez egy kicsivel egyszerűbb mint a Career mode, itt nincsenek előre megszabott expedíciók/küldetések, viszont minden alkatrészt külön-külön kell megszereznünk a sikeres repülések után kapott Science-pontokból.
- 3: Sandbox mode: Itt minden elérhető a játék kezdetétől fogva.

## Fizika
A játékot széles körben elismerik a valóságszerű viselkedéséért. Az égitesteket leszámítva a játék minden objektuma a newtoni törvényeknek megfelelően működik. A realitás korlátai:
- Az égitestek mozgását nem lehet ütközéssel befolyásolni.[1]
- A jármű részei közötti csatlakozások nem végtelen erősségűek.

Az utóbbi időkben rohamosan történik a játék fejlesztése.
Rengeteg, a NASA, valamint a SpaceX tervezésével napjainkban használt technológia és alkatrészek is elérhetőek a játékban.
Törekednek a valósághűbb kinézetre, valamint a játék fizikájában is történtek nagyobb pontosítások.
Az RSS (Real Solar System) is merőben más és valósághűbb, mint az utóbbi években.

## Fogadtatás

### Média
A játék pozitív fogadtatást kapott a média részéről, pozitív értékelést tett közzé a Kotaku, Rock, Paper, Shotgun, IGN, PC Gamer, Gamespy, és a The Torch Jelentős tábora alakult ki a Redditen több, mint 60000 olvasóval, valamint a Twitteren 25000 körüli követővel.
A 2017-es, 1.3-as patch-csel kezdetét vette a játék több nyelvre való szinkronizálása is. A francia, olasz valamint orosz nyelvű kliensek már el is készültek.

### Tudományos
A játék némi elismerést szerzett az űripar résztvevői között is: 
- NASA[10]
- Copenhagen Suborbitals.[11]